# Hörður Vilhjálmsson
Hörður Axel Vilhjálmsson (Reykjavík, 18 dicembre 1988) è un cestista islandese.

## Carriera
Oltre ad aver giocato in patria e in Grecia, ha militato in formazioni spagnole, portoghesi e tedesche. Ha fatto parte della nazionale islandese che ha partecipato ad EuroBasket 2015.
Dichiaratosi eleggibile per il Draft NBA 2010, non è stato scelto da nessuna squadra.

## Palmarès
- ProA: 1

Mitteldeutscher: 2011-12